# San Patricio (Paraguay)
San Patricio è un centro abitato del Paraguay, nel Dipartimento di Misiones; forma uno dei 10 distretti in cui è diviso il dipartimento. In origine la località è stata una riduzione gesuita e conserva qualche traccia di quell'epoca storica nel museo cittadino.

## Popolazione
Al censimento del 2002 San Patricio contava una popolazione urbana di 1.536 abitanti (3.570 nel distretto).